# 任天堂游戏书
任天堂遊戲書是任天堂創作的電子遊戲改編遊戲書，含《任天堂冒險書》和《你來決定冒險》兩個系列。書籍角色和設定取自瑪利歐系列和薩爾達傳說系列。

## 書籍列表
任天堂冒險書（Nintendo Adventure Books）共十二冊，1991至1992年間發售：
1. Double Trouble － 克萊德·博斯科[1]
2. Leaping Lizards － 克萊德·博斯科
3. Monster Mix-Up － 比爾·麥凱
4. Koopa Capers － 比爾·麥凱
5. Pipe Down! － 克萊德·博斯科
6. Doors to Doom － 比爾·麥凱
7. Dinosaur Dilemma － 克萊德·博斯科
8. Flown the Koopa － 馬特·韋恩
9. The Crystal Trap － 馬特·韋恩
10. The Shadow Prince － 馬特·韋恩
11. Unjust Desserts － 馬特·韋恩
12. Brain Drain － 馬特·韋恩

你來決定冒險（You Decide on the Adventure）系列遊戲書共四冊，2001至2002年間發售。各冊書均改編自同名電子遊戲：
1. Super Mario Advance
2. The Legend of Zelda: Oracle of Seasons
3. The Legend of Zelda: Oracle of Ages
4. Wario Land 4